# 再裂台湾粘冠草
再裂台湾粘冠草（学名：Myriactis longipedunculata var. bipinnatisecta）为菊科粘冠草属下的一个变种。

## 扩展阅读
- 維基物種上的相關：再裂台湾粘冠草